# Bindi (decoratie)

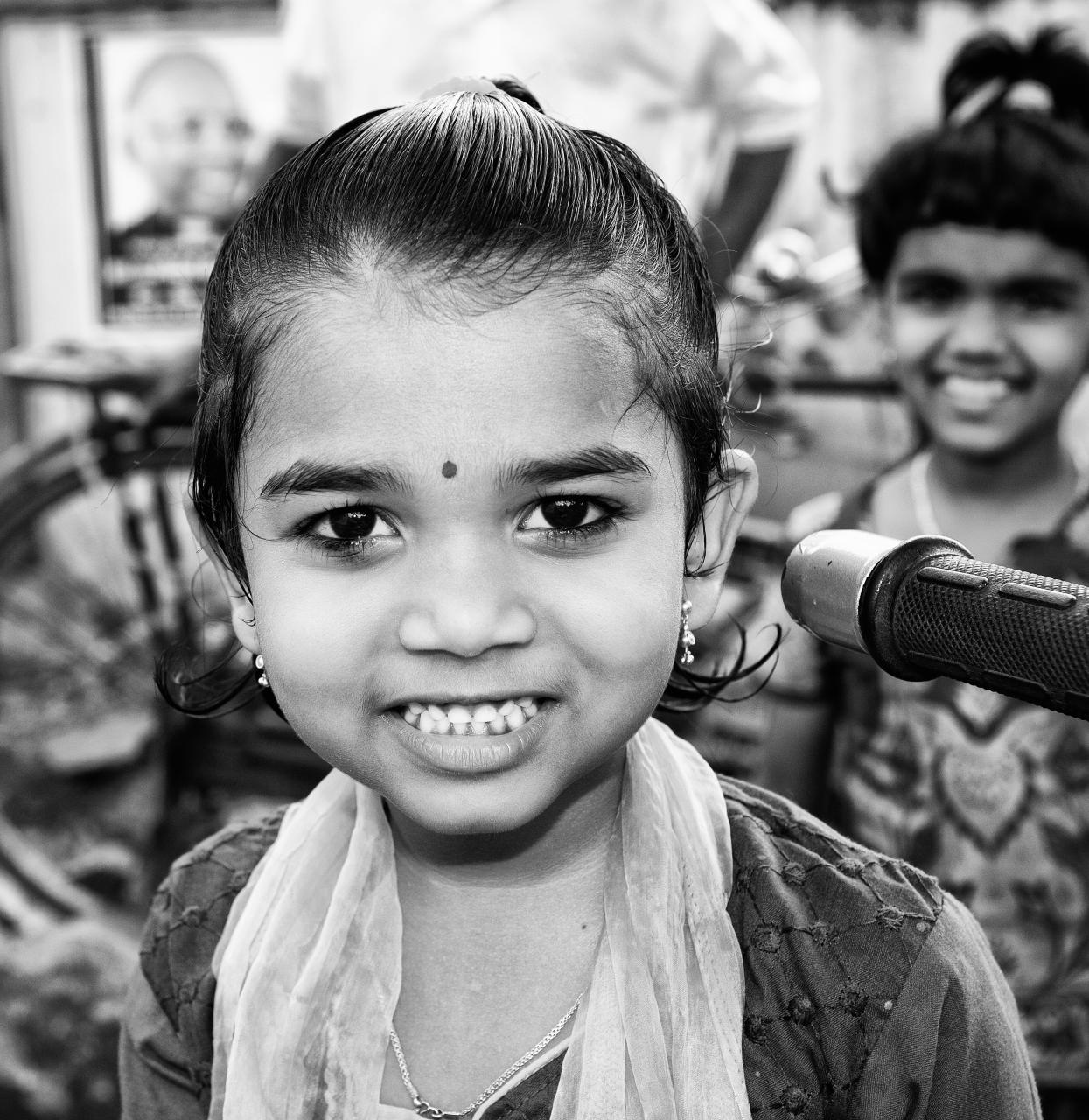
Een kind met een bindi op haar voorhoofd

Een bindi (Hindi: druppel of stip) is een stip op het voorhoofd, een traditionele decoratie die wordt gebruikt door Hindoevrouwen. Het woord is afgeleid van bindu in het Sanskriet. De decoratie wordt gedragen omdat het vrouwen en hun echtgenoten zou beschermen. De bindi symboliseert het spirituele derde oog, ofwel ajna, de voorhoofdchakra.
Er bestaan verschillende soorten bindi's en ze worden ook door niet-Hindoes gedragen, met name in Zuid-Azië. Oorspronkelijk was een bindi meestal vermiljoenrood. 
De bindi verschilt van de tilak, een verticale streep of strepen. Een tilak heeft veelal een religieuze of spirituele achtergrond of eert een persoon, gebeurtenis of overwinning. Een bindi kan een huwelijk aanduiden of gewoon voor decoratieve doeleinden worden gebruikt.